# Faculté des sciences juridiques, politiques et sociales de Tunis
 (février 2022).
La faculté des sciences juridiques, politiques et sociales de Tunis est une faculté dépendant de l'université de Carthage et fondée le 13 novembre 1987 par le décret-loi n°87-4 du 24 septembre 1987,.

## Diplômes
Licences
- Licence de base : droit public, droit privé
- Licence appliquée : contentieux administratif et fiscal, droit fiscal, droit du commerce international

Masters
- Droit public et financier
- Droit commercial
- Sciences juridiques fondamentales
- Droit de l'environnement et aménagement du territoire
- Droit anglo-américain (anglo-saxon)
- Droit communautaire et des relations maghrébines européennes
- Droit immobilier
- Droit des sociétés
- Droit fiscal

Doctorats
- Loi publique
- Loi privée

## Structure

### Départements
- Département de droit public et de science politique[6]

### Laboratoires et unités
- Laboratoire de recherche en droit international et européen et relations Maghreb-Europe[7],[8]
- Unité de recherche « relations privées internationales »[9]

## Doyens
Les doyens qui se sont succédé à la tête de la faculté sont les suivants, :
| Doyen                   | Période                   | Période |
| ----------------------- | ------------------------- | ------- |
| Abdelfattah Amor        | septembre 1987-avril 1993 |         |
| Yadh Ben Achour         | avril 1993-avril 1999     |         |
| Kalthoum Meziou,        | avril 1999-avril 2002     |         |
| Mohamed Salah Ben Aïssa | avril 2002-juin 2008      |         |
| Fadhel Moussa,          | juin 2008-juin 2014       |         |
| Lotfi Chadli            | juin 2014-octobre 2017    |         |
| Neila Chaabane          | octobre 2017-juin 2024    |         |
| Wahid Ferchichi         | depuis juin 2024          |         |

## Enseignants
Parmi les professeurs de la faculté figurent les personnalités suivantes :
- Hatem Mrad[22]
- Sana Ben Achour[23]
- Abdelfattah Amor[12]
- Kaïs Saïed[24]
- Fadhel Moussa[25],[26]
- Yadh Ben Achour[27],[28]

## Étudiants
- Ministres : Dali Jazi[29], Mohamed Charfi[30], Mohamed Salah Ben Aïssa[31], Zied Ladhari[32], Sabri Bachtobji[33], Mohamed Rekik[34], Nasreddine Nsibi[35]
- Députés : Samir Ben Amor[36], Fattoum Lassoued[37], Naoufel Jammali[38]
- Avocats : Yadh Ben Achour[28]